# Bio-Ship Paladin
Bio-Ship Paladin est un jeu vidéo de type shoot them up développé et édité par UPL en 1990 sur borne d'arcade. Il a été adapté en 1991 sur Mega Drive.